# Parnall Plover
Il Parnall Plover (Piviere in lingua inglese) fu un aereo da caccia imbarcato monomotore, monoposto e biplano, sviluppato dall'azienda aeronautica britannica George Parnall & Co. nei primi anni venti del XX secolo.
Progettato per dotare le portaerei della Royal Navy di un modello più moderno, fu ordinato per la produzione su piccola serie, ma dopo un'attenta valutazione gli venne preferito il concorrente Fairey Flycatcher e il suo sviluppo venne interrotto.

## Storia del progetto
Nel 1922 l'Air Ministry, il dipartimento del governo britannico che aveva la responsabilità di gestire l'intera aviazione nazionale, emise una specifica, indicata come Specification N6/22, per la fornitura di un aereo da caccia ed idrovolante imbarcato monoposto che sostituisse il Gloster Nightjar, introdotto dal giugno di quell'anno nei reparti della Royal Air Force (RAF). La specifica prevedeva, tra le altre richieste, l'utilizzo come propulsore di un motore radiale raffreddato ad aria, o l'Armstrong Siddeley Jaguar, dall'architettura a 14 cilindri doppia stella, o il Bristol Jupiter, 9 cilindri su singola stella. Al concorso parteciparono due aziende nazionali, la Fairey e la Parnall, allora con sede a Yate.
L'ufficio tecnico della George Parnall & Co., diretto dal capo progettista Harold Bolas, elaborò un progetto dall'impostazione generale, per l'epoca, convenzionale, realizzato in tecnica mista, abbinando parti in struttura metallica ad altre in legno ricoperta da tela trattata, dalla cellula monoposto e dalla velatura biplana, adottando tuttavia una serie di accorgimenti tecnici per facilitare al pilota le impegnative manovre di appontaggio tipiche dei velivoli che operavano dal ponte di una portaerei.
Il primo prototipo, motorizzato con un Bristol Jupiter, volò alla fine del 1922. Seguirono altri due prototipi, il secondo in configurazione idrovolante a scarponi, anch'esso motorizzato con un Bristol Jupiter e il terzo, sempre idrovolante, dotato di un motore Armstrong Siddeley Jaguar. Le successive prove di volo rivelarono alla commissione esaminatrice che i tre prototipi riuscirono ad ottenere prestazioni simili a quelle espresse dal concorrente Fairey Flycatcher, per cui le autorità militari ritennero di richiedere un'ulteriore fornitura di esemplari da avviare a più dettagliate prove comparative, con una commissione di dieci esemplari alla Parnall.

## Tecnica
Così come nel Flycatcher, il progetto del Plover era caratterizzato da alcune soluzioni tecniche, per i suoi tempi, all'avanguardia e uno dei primi aerei progettati specificamente per operare dalle portaerei.
La fusoliera, realizzata con struttura lignea e ricoperta da tessuto trattato, integrava l'unico abitacolo aperto destinato al pilota, e terminava in un impennaggio convenzionale monoderiva. A seconda delle varie configurazioni era dotato di un convenzionale carrello d'atterraggio biciclo fisso, con robusti elementi anteriori ruotati ammortizzati, o di una coppia galleggianti collegati alla parte ventrale della cellula da una struttura tubolare, elementi di galleggiamento che integravano ruote che sporgevano attraverso il fondo degli stessi.
La velatura, di tipo biplana a scalamento positivo, ovvero con il piano alare inferiore spostato verso coda rispetto al superiore, integrava ipersostentatori (flap) che si estendevano per tutto il bordo di uscita di entrambe le ali, accorgimento che consentiva al velivolo caratteristiche tali da necessitare ridotte lunghezze per le delicate manovre di decollo e appontaggio. Le due ali erano tra loro collegate da una coppia di montanti interalari, il tutto ulteriormente irrigidito da tiranti in cavetto d'acciaio.
Come previsto dal capitolato tecnico, alla cellula vennero abbinati entrambi i propulsori suggeriti, entrambi dall'architettura radiale e raffreddati ad aria, l'Armstrong Siddeley Jaguar a 14 cilindri doppia stella, il Bristol Jupiter 9 cilindri a singola stella. Posizionati all'estremità anteriore della fusoliera erano montati privi di cappottatura, esponendo i pacchi radianti lamellari dei cilindri al flusso dell'aria mossa dall'elica.

## Impiego operativo
Sei Plover entrarono in servizio con il 403 e il 404 Fleet Fighter Flight della Royal Air Force nel 1923, permettendo al modello di essere valutato in condizioni operative nei confronti del Flycatcher e del Nightjar, che entrambi i modelli dovevano sostituire. La decisione finale privilegiò il Flycatcher, considerato più facile da pilotare oltre ad essere più facile da allestire, sostituendo il Plover nel 1924. Un esemplare venne iscritto nel registro civile britannico con l'immatricolazione G-EBON, e, in qualità di velivolo da competizione, partecipò a un'edizione della King's Cup Air Race; in quell'occasione il Plover si ritirò dalla gara a causa di problemi di alimentazione del carburante. Il G-EBON rimase in seguito danneggiato per poi essere distrutto nel gennaio 1929.

## Utilizzatori
Regno Unito
- Royal Air Force
- Fleet Air Arm